# 安武村
安武村（やすたけむら）は、福岡県三潴郡にあった村。現在の久留米市の一部。

## 地理
筑後川の左岸に位置していた。

## 歴史
- 1889年（明治22年）4月1日 - 町村制の施行により、三潴郡安武本村、武島村、住吉村が合併して村制施行し、安武村が発足[2][3]。
- 1914年（大正3年）- 安武耕地整理組合設立[2]
- 1955年（昭和30年）1月1日 - 三潴郡荒木町と合併して筑邦町を新設して廃止[2][3]。

## 交通

### 鉄道
- 1912年（大正元年）- 大川軽便鉄道 久留米 - 大川間開通。安武駅開設[2]。
- 1937年（昭和12年）- 現西鉄天神大牟田線 津福 – 柳川まで延伸し安武駅が開設され上記は廃止[2]。